# Turkmenistan na Letnich Igrzyskach Olimpijskich 2016
Turkmenistan na Letnich Igrzyskach Olimpijskich 2016 w Rio de Janeiro reprezentowało 9 sportowców. Był to szósty start Turkmenistanu na letnich igrzyskach olimpijskich.

## Reprezentanci

### Boks
| Zawodnik         | Konkurencja        | 1/16                | 1/8              | Ćwierćfinały     | Półfinały        | Finał            | Finał   |
| Zawodnik         | Konkurencja        | Przeciwnik Wynik    | Przeciwnik Wynik | Przeciwnik Wynik | Przeciwnik Wynik | Przeciwnik Wynik | Pozycja |
| ---------------- | ------------------ | ------------------- | ---------------- | ---------------- | ---------------- | ---------------- | ------- |
| Arslanbek Açilow | średnia (do 75 kg) | Zoltán Harcsa P 1-2 | NQ               | NQ               | NQ               | NQ               | 17.     |

### Judo
| Zawodnik              | Konkurencja   | 1/16                     | 1/8              | Ćwierćfinały     | Półfinały        | Repesaż 1        | Repesaż 2        | Repesaż 3        | Finał            | Finał   |
| Zawodnik              | Konkurencja   | Przeciwnik Wynik         | Przeciwnik Wynik | Przeciwnik Wynik | Przeciwnik Wynik | Przeciwnik Wynik | Przeciwnik Wynik | Przeciwnik Wynik | Przeciwnik Wynik | Pozycja |
| --------------------- | ------------- | ------------------------ | ---------------- | ---------------- | ---------------- | ---------------- | ---------------- | ---------------- | ---------------- | ------- |
| Gülbadam Babamuratowa | -52 kg kobiet | Laura Gómez P 000-101    | NQ               | NQ               | NQ               | NQ               | NQ               | NQ               | NQ               | 17.     |
| Ruşana Nurjowowa      | -57 kg kobiet | Hedvig Karakas P 000-101 | NQ               | NQ               | NQ               | NQ               | NQ               | NQ               | NQ               | 17.     |

### Lekkoatletyka

#### Kobiety
Konkurencje biegowe
| Konkurencja   | Zawodniczka    | Runda 1  | Runda 1 | Runda 2  | Runda 2 | Półfinał | Półfinał | Finał    | Finał   |
| Konkurencja   | Zawodniczka    | Rezultat | Pozycja | Rezultat | Pozycja | Rezultat | Pozycja  | Rezultat | Pozycja |
| ------------- | -------------- | -------- | ------- | -------- | ------- | -------- | -------- | -------- | ------- |
| Bieg na 200 m | Ýelena Rýabowa | 25,45    | 68.     | —        | —       | NQ       | NQ       | NQ       | NQ      |

#### Mężczyźni
Konkurencje techniczne
| Konkurencja | Zawodnik           | Eliminacje | Eliminacje | Finał    | Finał   |
| Konkurencja | Zawodnik           | Rezultat   | Pozycja    | Rezultat | Pozycja |
| ----------- | ------------------ | ---------- | ---------- | -------- | ------- |
| Rzut młotem | Amanmyrat Hommadow | 61,99      | 30.        | NQ       | NQ      |

### Pływanie
Kobiety
| Zawodniczka     | Konkurencja          | Eliminacje | Eliminacje | Półfinał | Półfinał | Finał | Finał   |
| Zawodniczka     | Konkurencja          | Czas       | Miejsce    | Czas     | Miejsce  | Czas  | Miejsce |
| --------------- | -------------------- | ---------- | ---------- | -------- | -------- | ----- | ------- |
| Darýa Semýonowa | 100 m st. klasycznym | 1:19,84    | 41.        | NQ       | NQ       | NQ    | NQ      |

Mężczyźni
| Zawodnik      | Konkurencja           | Eliminacje | Eliminacje | Półfinał | Półfinał | Finał | Finał   |
| Zawodnik      | Konkurencja           | Czas       | Miejsce    | Czas     | Miejsce  | Czas  | Miejsce |
| ------------- | --------------------- | ---------- | ---------- | -------- | -------- | ----- | ------- |
| Merdan Ataýew | 100 m st. grzbietowym | 56,34      | 33.        | NQ       | NQ       | NQ    | NQ      |

### Podnoszenie ciężarów
| Zawodnik              | Konkurencja | Rwanie | Rwanie  | Podrzut | Podrzut | Razem | Pozycja |
| Zawodnik              | Konkurencja | Wynik  | Pozycja | Wynik   | Pozycja | Razem | Pozycja |
| --------------------- | ----------- | ------ | ------- | ------- | ------- | ----- | ------- |
| Gülnabat Kadyrowa     | -69 kg (k)  | 90     | 13.     | 105     | 13.     | 195   | 13.     |
| Hojamuhammet Toýçyýew | +105 kg (m) | DNF    | DNF     | DNF     | DNF     | DNF   | DNF     |